# Cuora cyclornata
Cuora cyclornata (tên tiếng Anh: Rùa hộp ba vạch) ở Trung Quốc gọi là rùa gạo xanh, là một loài thuộc chi châu Á Cuora (họ Geoemydidae). Loài này phân bố ở cực nam Trung Quốc (Quảng Tây về phía nam đến miền trung Việt Nam và miền trung Lào. Do nhu cầu tiêu thụ lớn từ Trung Quốc, loài này gần như tuyệt chủng trong tự nhiên nhưng được nuôi ở các trang trại rùa ở Trung Quốc.

## Phân loài
Có hai phân loài được công nhận:
- Rùa hộp ba vạch Trung Bộ (Cuora cyclornata cyclornata)
- Rùa hộp ba vạch Bắc Bộ.

## Hình ảnh

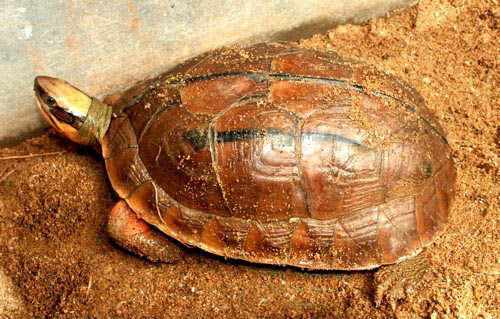
Female C.c.cyclornata
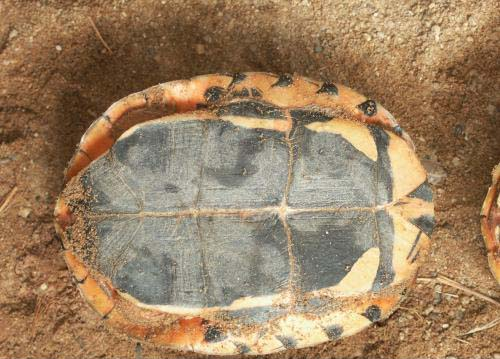
Plastron C.c.cyclornata